# Evangelische Stiftung Hephata
Die Evangelische Stiftung Hephata (aramäisch hephata, „Öffne dich“) ist eine Stiftung zugunsten von Menschen mit Beeinträchtigungen. Sie betreut und begleitet 2.800 Menschen mit Angeboten zum Wohnen, mit Arbeitsangeboten, Bildung und Beratung. Hephata ist im Jahr 2025 in 40 Orten in Nordrhein-Westfalen tätig.

## Historie
Hephata wurde im Jahr 1859 als erste Einrichtung für Menschen mit geistiger Behinderung im ganzen damaligen Königreich Preußen in Rheydt vom Gemeindepfarrer Franz Balke (1822–1889) gegründet. Er wollte die damals als „unbildbar“ angesehenen Kinder und Jugendlichen mit Behinderung unterrichten und ihre Talente fördern. Die Anerkennung als Stiftung erfolgte am 15. August 1861. Bald wurden auch in anderen Teilen Preußens Einrichtungen nach diesem Vorbild eröffnet. Im Jahr 1937 übertrugen die Düsseltaler Anstalten den Benninghof bei Mettmann mit damals 250 Wohnplätzen und 100 Hektar Nutzfläche an Hephata.
Während des Zweiten Weltkrieges wurden Menschen mit Behinderung vom nationalsozialistischen Regime bedroht. Im Zuge der Euthanasie-Aktion wurden unzählige getötet. Der damalige Leiter der Evangelischen Stiftung Hephata, Hans Helmich, nach dem heute auch eine Förderschule Hephatas benannt ist, konnte nicht verhindern, dass auch Bewohner Hephatas „verlegt“ werden. Er sorgte jedoch dafür, dass 250 Bewohner in ihren Häusern bleiben durften. Von den 549 Menschen mit Behinderung, die aus militärischen Gründen ihre Häuser in Hephata räumen mussten, wurden mindestens 180 vom NS-Regime getötet.
Nach dem Krieg musste das zerbombte Mönchengladbacher Stiftungskerngelände erst wieder aufgebaut werden. 1975 wurde die erste Werkstatt für behinderte Menschen auf dem Kerngelände eröffnet, die 270 Arbeitsplätze für Menschen mit Behinderung schuf. 1995 begann Hephata mit der Dezentralisierung ihrer Wohnheime und baute und bezog auch in anderen Orten in Nordrhein-Westfalen Häuser. Damit wurde für viele Menschen mit geistiger Behinderung ein Leben in ihrer Heimatstadt möglich.

## Philosophie
Die Evangelische Stiftung Hephata hat ein Leitbild, nach dem sie ihre Arbeit ausrichtet. Einer der Leitsätze ist: „Öffne Dich für das Leben“, was auch im Namen „Hephata“ bereits verankert ist. Hephata (auch: Effata) geht zurück auf ein aramäisches Wort und bedeutet Tue dich auf. Nach (Mk 7,34 ) sagte Jesus dieses Wort zu einem Mann, der taub und stumm war, um ihn zu heilen. Der Auftrag der Stiftung gilt zeitlich unbegrenzt. Auch in der Zukunft wird Hephata kontinuierlich für Akzeptanz, Toleranz, Verlässlichkeit, Solidarität, Integration und Inklusion eintreten. Auch die Leitsätze „Jeder Mensch kann einen Beitrag leisten“ sowie „Wir achten den Menschen als Ebenbild Gottes“ werden in der Arbeit Hephatas gelebt. Inklusion ist die Vision der Stiftung. Nicht die Menschen  mit Behinderung  müssen sich anpassen, sondern die gesamte Gesellschaft muss offener für die Bedürfnisse aller Menschen werden. Generell ist die gesamte Arbeit daran orientiert, Menschen mit Behinderung ein barrierefreies und selbstbestimmtes Leben zu ermöglichen. Deshalb ist auch das ganze Leitbild der Stiftung in leichter Sprache erhältlich.

## Aufgabenbereiche

### Bildung und Arbeit
Hephata sorgt dafür, dass auch Menschen mit Behinderung eine gute Grundbildung erhalten und am normalen Arbeitsalltag teilhaben können. Die Stiftung betreibt zwei Förderschulen: die Hans-Helmich-Schule in Mettmann und die Karl-Barthold-Schule in Mönchengladbach. Die Karl-Barthold-Schule ist aufgeteilt in die zwei Förderschwerpunkte emotionale und soziale Entwicklung auf der einen sowie geistige Entwicklung auf der anderen Seite. Die Hans-Helmich-Schule ist eine Förderschule mit dem Förderschwerpunkt der geistigen Entwicklung.
Die gemeinnützige Beschäftigungs- und Qualifizierungsgesellschaft Hephata mbh – kurz: BQG – und die Neue Organisation für Arbeit Hephata – kurz: NOAH – verfolgen vorrangig das Ziel der generellen Bereitstellung von Arbeitsplätzen in unterschiedlichen Tätigkeitsfeldern. Beide Inklusionsfirmen ermöglichen Menschen eine Berufsausbildung und einen Einstieg oder Wiedereinstieg in den Arbeitsalltag.
Die Inklusionsfirmen betreiben einen Fahrdienst, Secondhandläden, einen Gebäudereinigungsbetrieb, einen Bereich Handwerk und sie bieten Elektrogeräteprüfungen an.
Um den Menschen mit Behinderung ein möglich selbständiges Leben zu ermöglichen, wurden 1975 die Hephata Werkstätten eröffnet. Heute arbeiten rund 1900 Personen in den verschiedenen Arbeitsbereichen.
Neben der Mechanischen Fertigung, der Holzverarbeitung, der Montage und der Elektromontage gibt es die Druckerei, den Lettershop, die Abteilung Verpackung und Versand, die Datenarchivierung und die Garten-Shops. 2024 wurde die Hephata Werkstätten gGmbH umbenannt in Hephata Arbeit gemeinnützige GmbH.
Das Berufskolleg der Evangelischen Stiftung Hephata in Mönchengladbach umfasst eine Fachschule des Sozialwesens mit der Fachrichtung Heilerziehungspflege, eine zweijährige Berufsfachschule im Berufsfeld Sozial- und Gesundheitswesen und das Angebot einer sonderpädagogischen Zusatzqualifikation mit dem anerkannten Abschluss „geprüfte Fachkraft für Arbeits- und Berufsförderung in Werkstätten für behinderte Menschen“.

### Leben: Jugendhilfe & Erwachsene
Jugendhilfe
Der Bereich  „Jugendhilfe“ ist Teil der Hephata Leben gemeinnützige GmbH. In diesem Rahmen werden über 250 junge Menschen im Alter von 0 bis 21 Jahren, in Einzelfällen und im Rahmen der Eltern mit Unterstützungsbedarf (EmU) auch darüber hinaus, in stationären, teilstationären und ambulanten Settings betreut.
Teilstationär und stationär verfügt die Hephata Leben gemeinnützige GmbH laut Betriebserlaubnis über 193 Plätze in der Jugend- und Eingliederungshilfe. Darüber hinaus ist die Hephata Leben gemeinnützige GmbH Träger von Ambulanten Erziehungshilfen, Integrationshilfen, einer Kindertagesstätte mit dem Schwerpunkt Inklusion und Angeboten der Eltern mit Unterstützungsbedarf.
Die Hephata Leben gemeinnützige GmbH hat es sich als Jugendhilfe- und Eingliederungshilfeträger vor allem zur Aufgabe gemacht, sich auf die Personengruppe im Grenzbereich der Sozialgesetzgebungen des Achten und Neunten Buches zu spezialisieren. Hintergrund ist, dass Kinder, Jugendliche und junge Volljährige aus diesem Grenzbereich eine Personalisation und Sozialisation unter erschwerten Bedingungen erfahren und der Übergang zwischen Lernbehinderung, einer sogenannten geistigen Behinderung (kognitive Einschränkung) und seelischer Behinderung deshalb nicht immer klar zu trennen ist. Infolgedessen kann es zu (mehrfachen) Wechseln zwischen den Sozialleistungsträgern und spezialisierten Angebotsformen kommen.
Dieser Zielgruppe, häufig mit weiteren komorbiden psychiatrischen Störungsbildern, wird die schulische, soziale und berufliche Teilhabe nachhaltig erschwert. Um dem Rechnung tragen zu können, ermöglicht die Hephata Leben gemeinnützige GmbH den Menschen, die zu dieser Zielgruppe gehören, einen inklusiven Lebensort, an dem sie unabhängig vom zuständigen Kostenträger aufgenommen werden, sich entwickeln und leben können. Perspektivisch können auch nach Erreichen des 18. bzw. 27. Lebensjahrs Angebote über die Hephata Leben gemeinnützige GmbH im Bereich SGB IX aus einer Hand geleistet und sichergestellt werden.
Erwachsene
Alle Menschen sollen ihre Lebens- und Entwicklungsräume erhalten und eine Teilhabe am Gemeinwesen erfahren.
Bei allen Angeboten stehen die Wünsche und Bedarfe der Kundinnen und Kunden an oberster Stelle. Mit dezentralen, regionalen, ambulanten Angeboten und auch ganz individuellen Lösungen sind die Dienste von Hephata Leben räumlich und inhaltlich Teil der Lebenswelt von Menschen mit Behinderung und ihren sozialen Netzwerken. Dieser großen Verantwortung begegnen die Mitarbeitenden mit Respekt und Sensibilität.

## Juristische Personen
Zur Stiftung gehören:
- Hephata Leben gemeinnützige GmbH, 41065 Mönchengladbach
- Hephata Arbeit gemeinnützige GmbH, 41065 Mönchengladbach
- Gemeinnützige Beschäftigungs- und Qualifizierungsgesellschaft Hephata mbH, 41065 Mönchengladbach
- NOAH gemeinnützige GmbH neue Organisation für Arbeit Hephata, 41065 Mönchengladbach

zugehörig sind ferner:
- Karl-Barthold-Schule
- Hans-Helmich-Schule
- Hephata Berufskolleg[3]